# فنجاني إفريقي
فنجاني أفريقي (الاسم العلمي: Peziza africana) هو نوع من الفطريات يتبع جنس الفنجاني من فصيلة الفنجانية.